# ジーン長尾
ジーン長尾（ジーンながお、本名：雅代・ビンセント、1954年〈昭和29年〉1月1日 - ）は、日本の元パーソナリティ。
大阪府大阪市大正区生まれ。関西外国語短期大学英米語科在学中にKBS京都でKBSガールとして番組アシスタントを担当した後、1974年同局の洋楽カウントダウン番組「FUZZ BOX」を皮切りに関西のテレビ局・ラジオ局を中心にDJ、パーソナリティを務める。柔道五輪代表経験のあるニュージーランド人と1990年に結婚。1999年にFM802開局時から担当していた「AMUSIC MORNING」の終了後、オークランドに移住し、夫婦でワインショップを経営している。
2010年4月の一ヶ月限定で、FM802の子会社によって制作されるFM COCOLOの新番組「AMUSIC MORNING 765」を担当していた。後任は大久保かれんが担当している。

## 担当番組
- セイコービューティフルサンデー（ラジオ関西、1978年）
- うき!うき!スマビーチクラブ（ラジオ関西）
- FUZZ BOX（KBS京都）
- フリーウェーブ めいど・いん・きょうと　電リク七変化　（水曜日担当）（KBS京都）
- ポップス・ワールド（毎日放送）[1]
- ヒッツ アンド ポップス(ラジオ大阪)
- AMUSIC MORNING 765（FM COCOLO、2010年4月のみ）
- AMUSIC MORNING（FM802）
- SUNDAY MUSIC MARKET（FM802）
- サウンズ・ウィズ・コーク COME ON IN MUSIC（エフエム大阪）